# Mahmoud Hassan (lottatore)
Ali Mahmoud Hassan (in arabo علي محمود حسن‎?; Al-Qahir, 15 dicembre 1919 – 10 settembre 1998) è stato un lottatore egiziano, specializzato nella lotta greco-romana.

## Biografia
Rappresentò l'Egitto ai Giochi olimpici estivi di Londra 1948, sfilando come alfiere alla cerimonia d'apertura. Edizione in cui fu vincitore della medaglia d'argento nei pesi gallo. Quattro anni più tardi, all'Olimpiade di Helsinki 1952, si ritirò al secondo turno dei pesi gallo.

## Palmarès
- Giochi olimpici

Londra 1948:  Argento nei pesi gallo.